# 1285 Джульєтта
1285 Джульєтта (1285 Julietta) — астероїд головного поясу, відкритий 21 серпня 1933 року.
Тіссеранів параметр щодо Юпітера — 3,245.